# Права ЛГБТ в Паране
В бразильском штате Парана лесбиянки, геи, бисексуалы и трансгендеры (ЛГБТ) имеют многие из тех же юридических прав, что и остальные граждане. Гомосексуальность в штате легальна.

## Однополые браки в Паране
В 2004 году в Бразилии впервые был признан однополый союз — между англичанином и бразильцем. Этот судебный прецедент открыл путь для других пар, желавших узаконить отношения. На тот момент брак (оформленный как фактический союз) был доступен только разнополым парам. Пара, прожившая вместе 14 лет в бразильском городе Куритиба, добилась этого решения через суд.
26 марта 2013 года Генеральный корредор юстиции штата Парана постановил, что однополые браки, а также преобразование стабильных союзов в браки, должны оформляться в обычном порядке.

## Усыновление детей ЛГБТ-парами в Паране
14 мая 2009 года — впервые в штате Парана однополая пара через суд добилась права на усыновление. Решение Второго суда по делам детей, молодёжи и усыновления изменило жизнь гей-пары из Куритибы. Два года спустя после подачи заявления судья удовлетворил их просьбу, признав, что пара состоит в стабильных и гармоничных отношениях и способна обеспечить ребёнку (любого пола и возраста) здоровую среду для воспитания.
27 октября 2010 года — суд города Каскавел (Парана) разрешил гей-паре, прожившей вместе 12 лет, усыновить 8-летнего ребёнка с ДЦП. Судья Сержиу Луис Кройц постановил, что решение об усыновлении окончательное, сославшись на позицию Высшего суда юстиции.
16 сентября 2011 года — в городе Маринга (Парана) лесбийская пара получила право усыновить двоих детей.